# Ткачиковые
Тка́чиковые (лат. Ploceidae) — семейство птиц отряда воробьинообразных, включающее 122 вида. Центром происхождения семейства является Африка, но распространены ткачиковые также в Европе, Азии и на островах Океании. Масса тела птиц 15—100 г, длина — 10—50 см. Окраска у разных видов различна, может быть как скрывающей, так и яркой.

## Этимология
Латинское название семейства ткачиковых образовано от названия типового рода — Ploceus (ткачи) при помощи добавления суффикса -idae. Слово ploceus образовано от греческого plokeus — ткач.

## Внешний вид
Многочисленное семейство, объединяющее около 100 (по данным HBW — 116) воробьиных птиц, по строению тела близких к вьюрковым. Птицы некрупные, масса тела составляет от 15 до 100 г, длина — от 10 до 50 см (у многих самцов удлинены центральные рулевые перья). Голова округлая и относительно большая; на макушке может быть хохолок. Клюв короткий, конический и острый. Ноздри находятся у основания надклювья и чаще всего не прикрыты перьями. На нёбе расположены 3 продольных валика, которые (в отличие от вьюрковых) соединяются в задней части. Шея короткая, у некоторых видов есть воротничок. Крылья недлинные и округлые, первостепенных маховых перьев — 10. Хвост может быть коротким или средней длины, закруглённым или прямосрезанным; рулевых перьев — 12. У птиц живущих в умеренных широтах окраска покровительственная, сочетающая белые, коричневые и чёрные цвета, у тропических видов окраска яркая, чаще жёлтая с чёрным или красная с чёрным. Оперение меняется либо 1 раз в год (полная послегнездовая линька), либо 2 раза (полная послегнездовая и частичная предбрачная линька). У разных видов может быть половой, возрастной или сезонный диморфизм в окраске. Самцы от самок отличаются по величине (самцы крупнее) и у многих видов по окраске оперения.

## Размножение
Большинство видов достигает половой зрелости в возрасте 9—10 месяцев, некоторые тропические виды раньше — в 4—5, другие же — к 2 годам. Есть как моногамные, так и полигамные виды. Гнездятся как отдельными парами, так и колониями. Только некоторые виды могут занимать чужие гнёзда, большинство же строят гнёзда сами. Гнездо всегда закрытое, может быть как шарообразной формы, так и другой, например бутылочной. В качестве материала используются ветки, стебли и травы. Птицы строят гнёзда в дуплах, щелях, норах, внутри помещений, а также на кустарниках и в траве. В кладке 3—7 яиц, часто неодинаковой окраски. Насиживание длится 11—16 дней, гнездовой период — 2—3 недели. За один сезон может быть до 3 кладок. Насиживанием и заботой о потомстве занимается либо только самка, либо оба родителя.

## Питание
Рацион питания составляют либо только растительные, либо растительные и животные корма. Птицы питаются ягодами, семенами, цветами и почками, а также насекомыми. Птенцов выкармливают преимущественно насекомыми. Некоторые виды собирают корм в больших стаях и могут наносить ущерб сельскохозяйственным посадкам.

## Распространение
Центром зарождения семейства ткачиковых считают Африку. В настоящее время обитают как на территории Африки, так и Евразии и Океании, преимущественно в тропических и субтропических широтах. Селятся на открытой местности: в степях, саваннах, пустынях и полупустынях, в горах. Некоторые виды селятся рядом с человеком. Большинство видов оседлы и совершают лишь вынужденные миграции.

## Классификация
Семейство насчитывает 15 родов:
- Amblyospiza — Большеклювые ткачи — 1 вид
- Anaplectes — Краснокрылые малимбусы — 2 вида
- Brachycope — Короткохвостые ткачи — 1 вид
- Bubalornis — Буйволовые ткачи — 2 вида
- Dinemellia — Белоголовые скворцовые ткачи — 1 вид
- Euplectes — Бархатные ткачи — 18 видов
- Foudia — Фуди — 7 видов
- Histurgops — Краснохвостые ткачи — 1 вид
- Malimbus — Ткачи малимбусы — 10 видов
- Philetairus — Обыкновенные общественные ткачи — 1 вид
- Plocepasser — Ткачиковые воробьи — 4 вида
- Ploceus — Ткачи — 67 видов
- Pseudonigrita — Общественные ткачи — 2 вида
- Quelea — Красноклювые ткачи — 3 вида
- Sporopipes — Усатые ткачи — 2 вида

Ранее в семейство ткачиковых также включали род кукушковых ткачей (Anomalospiza), который в настоящее время объединён с родом вдовушек (Vidua) в единое семейство вдовушковых (Viduidae).